# Цифровий відбиток із використанням Canvas
Цифровий відбиток із використанням Canvas — один із кількох методів браузерного відстеження користувачів, який дозволяє сайтам ідентифікувати та відстежувати відвідувачів за допомогою елемента HTML5 <canvas> замість кукі чи інших подібних технологій. Ця техніка отримала широкий резонанс у ЗМІ 2014 року після того, як дослідники з Принстонського університету та KU Leuven описали її у своїй роботі «The Web never forgets».

## Опис
Відбиток canvas працює, використовуючи HTML5-елемент canvas. Як описано Acar та ін.:
Коли користувач відвідує сторінку, скрипт зняття відбитку спочатку малює текст вибраним шрифтом та розміром і додає фонові кольори (1). Потім скрипт викликає метод ToDataURL Canvas API для отримання даних пікселів у форматі dataURL (2), який є базовим 64-бітним кодуванням бінарних даних пікселів. Нарешті, скрипт бере хеш текстково закодованих даних пікселів (3), який використовується як відбиток...
Варіації в роботі GPU або графічного драйвера можуть спричиняти зміни у отриманому відбитку. Цей відбиток можна зберігати та передавати рекламним партнерам для ідентифікації користувачів при відвідуванні афілійованих сайтів. На основі переглядів формується профіль користувача, що дозволяє рекламодавцям таргетувати рекламу відповідно до передбачуваних демографічних характеристик та вподобань.
Станом на січень 2022 року концепцію було розширено до відбитків продуктивності графічного обладнання, що отримала назву DrawnApart.

### Унікальність
Оскільки відбиток переважно ґрунтується на браузері, операційній системі та встановленому графічному обладнанні, він сам по собі не дозволяє однозначно ідентифікувати користувача. У невеликому дослідженні за участю 294 користувачів платформи Amazon Mechanical Turk була зафіксована експериментальна ентропія на рівні 5,7 біта. Автори дослідження припускають, що в реальних умовах, а також за наявності більшої кількості шаблонів у відбитку, можна отримати вищу ентропію. Хоча цього відбитка недостатньо для однозначної ідентифікації користувача, його можна поєднати з іншими джерелами ентропії для створення унікального ідентифікатора. Стверджується, що оскільки ця техніка фактично знімає відбиток з графічного процесора (GPU), ентропія є «ортогональною» до ентропії попередніх методів відбитків браузера, таких як роздільна здатність екрану та можливості JavaScript у браузері.
Значно вищу унікальність забезпечує DrawnApart, опублікований у 2022 році. Він показав приріст тривалості відстеження індивідуальних відбитків на 67 % у поєднанні з іншими методами.

## Історія
У травні 2012 року Кітон Моуері та Ховав Шахам, дослідники з Університет Каліфорнії в Сан-Дієго, опублікували статтю «Pixel Perfect: Fingerprinting Canvas in HTML5», у якій описали, як за допомогою елементу HTML5 `<canvas>` можна створювати цифрові відбитки (fingerprints) користувачів веб-браузерів.
Компанія AddThis, що спеціалізується на технологіях соціальних закладок, почала експериментувати з canvas-фінгерпринтингом на початку 2014 року як потенційною альтернативою кукісам. На той час 5 % із топ-100 000 сайтів використовували цей метод. За словами генерального директора AddThis Річарда Гарріса, дані, зібрані під час цих тестів, застосовувалися виключно для внутрішніх досліджень компанії. Користувачі можуть встановити спеціальне кукі для відмови від відстеження за допомогою canvas-фінгерпринтингу на будь-якому комп'ютері.
За даними автора з «Forbes», ідентифікація пристрою (device fingerprinting) використовувалася для запобігання несанкціонованому доступу до систем значно раніше, ніж її почали застосовувати для стеження за користувачами без їхньої згоди.
Станом на 2014 рік метод широко застосовувався на багатьох сайтах, зокрема ним користувалися щонайменше десяток відомих постачальників веб-реклами та сервісів відстеження користувачів.
У 2022 році можливості canvas-фінгерпринтингу значно поглибили, взявши до уваги мікрорізниці між номінально ідентичними одиницями одного й того ж GPU-моделі. Ці відмінності зумовлені технологічними особливостями виробничого процесу, через що конкретні графічні процесори з часом стають більш детермінованими порівняно з їхніми «братами».

## Засоби протидії

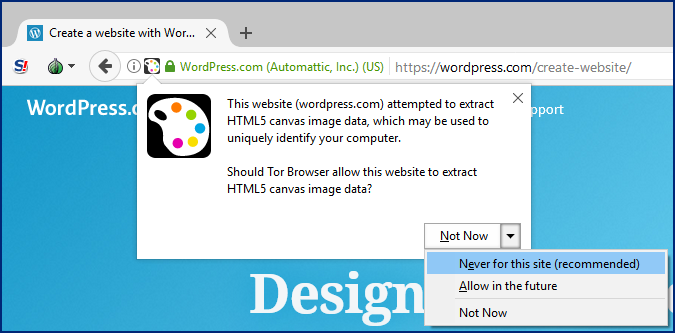
Типове сповіщення Tor Browser про спробу читання canvas-елемента сайтом.

У довідковій документації проєкту Tor зазначено: «Після плагінів та інформації, яку вони надають, ми вважаємо, що HTML5 Canvas є найбільшою загрозою відбитків браузера на сьогодні».
Tor Browser повідомляє користувача про спроби читання canvas і пропонує опцію повернення порожніх даних зображення, щоб запобігти відстеженню. Однак Tor Browser наразі не здатен розрізнити легітимне використання елемента canvas і спроби відбитку, тому його сповіщення не можна вважати доказом наміру сайту ідентифікувати або відстежувати відвідувачів.
Додатки до браузера, такі як Privacy Badger, DoNotTrackMe, або Adblock Plus, вручну доповнені списком EasyPrivacy, можуть блокувати трекери рекламних мереж сторонніх розробників і налаштовуються для блокування відбитків canvas, за умови, що трекер надсилається стороннім сервером (а не реалізований самим сайтом, що відвідується).[джерело?]
Проєкт браузера LibreWolf включає технологію блокування доступу до HTML5 canvas за замовчуванням, дозволяючи його лише в окремих випадках за згодою користувача.